# Ischyja glaucopteron
Ischyja glaucopteron är en fjärilsart som beskrevs av George Francis Hampson 1891. Ischyja glaucopteron ingår i släktet Ischyja och familjen nattflyn. Inga underarter finns listade i Catalogue of Life.